# 今之浦 (磐田市)
今之浦（いまのうら）は、静岡県磐田市にある地名。現行行政地名は今之浦一丁目から今之浦五丁目。

## 概要
- 今之浦地区全体での日本人の年齢階層別人口によると高齢化率が13.6%であり、65歳以上が252人、85歳以上が23人となっている（平成27年12月末日時点）[4]。

## 地理
- 今之浦の周囲には、北に見付権現町、東に安久路、南鳥之瀬、南西に二之宮東、西には国府台の中央町など、北に見付の清水町や中川町などと接している[5]。

- この今之浦内の真中を今之浦川が流れている。

- また、今之浦の南方には東海道本線やその先の東海道新幹線が通っている。

## 世帯数と人口
2018年（平成30年）11月30日現在の世帯数と人口は以下の通りである。
| 丁目         | 世帯数    | 人口    |
| ------------ | --------- | ------- |
| 今之浦一丁目 | 213世帯   | 438人   |
| 今之浦二丁目 | 224世帯   | 377人   |
| 今之浦三丁目 | 139世帯   | 300人   |
| 今之浦四丁目 | 292世帯   | 568人   |
| 今之浦五丁目 | 191世帯   | 407人   |
| 計           | 1,059世帯 | 2,090人 |

## 小・中学校の学区
市立小・中学校に通う場合、学区は以下の通りとなる。
| 丁目         | 番・番地等 | 小学校                 | 中学校                 |
| ------------ | ---------- | ---------------------- | ---------------------- |
| 今之浦一丁目 | 全域       | 磐田市立磐田中部小学校 | 磐田市立磐田第一中学校 |
| 今之浦二丁目 | 全域       | 磐田市立磐田中部小学校 | 磐田市立磐田第一中学校 |
| 今之浦三丁目 | 全域       | 磐田市立磐田中部小学校 | 磐田市立磐田第一中学校 |
| 今之浦四丁目 | 全域       | 磐田市立磐田北小学校   | 磐田市立城山中学校     |
| 今之浦五丁目 | 全域       | 磐田市立磐田北小学校   | 磐田市立城山中学校     |

## 交通
- 道路では静岡県道43号磐田福田線が今之浦内を南北に貫いている。また静岡県道413号磐田袋井線(旧国道1号)が今之浦の北隣である見付の清水町や中川町との境に沿うように通っており、新通り交差点で両県道と静岡県道86号磐田インター線(同交差点から北の清水町方面に向かう)がそれぞれ交差する。
- 遠鉄バス25城之崎線が今之浦内を走行している。なお、バス停は無い。
- JR東海道線の磐田駅へはこの今之浦から南西方向に進むと着く。なお遠鉄バス(JR磐田駅北口行き)を利用して磐田駅へ向かうこともできる。
- 磐田市デマンド型乗合タクシー「お助け号」磐田中央線が町内全域をカバーしている。なお、利用には利用登録を行い乗車前に電話での事前予約が必要。また、65歳以上または障害者手帳等所持者とその介助者のみ利用可能。日祝日と年末年始は運休。

## 周辺の商業施設など
- アピタ磐田店
- 五味八珍磐田店
- ポエータ磐田店
- コメダ珈琲店今之浦磐田店
- コートタジュール磐田店
- タルタルーガ磐田店
- さわやか磐田本店
- ケンタッキーフライドチキン
- 業務スーパー磐田店
- カメラのキタムラ磐田・今之浦店
- クリエイトSD磐田今之浦店
- Mr.ぶんぐ磐田店
- 磐田市消防署

## その他

### 日本郵便
- 郵便番号 : 438-0071[2]（集配局：磐田郵便局[7]）。

### 警察
町内の警察の管轄区域は以下の通りである。
| 番・番地等 | 警察署     | 交番・駐在所 |
| ---------- | ---------- | ------------ |
| 全域       | 磐田警察署 | 磐田駅前交番 |